# Släps socken
Släps socken i Halland ingick i Fjäre härad, ingår sedan 1971 i Kungsbacka kommun och motsvarar från 2016 Släps distrikt.
Socknens areal är 41,01 kvadratkilometer, varav 40,62 land. År 2000 fanns här 10 153 invånare. Tätorterna  Brattås, Hagryd-Dala, Gundal och Högås, Särö och del av Billdal samt kyrkbyn Släp med sockenkyrkan Släps kyrka ligger i socknen.  

## Administrativ historik
Släps socken har medeltida ursprung.
Vid kommunreformen 1862 övergick socknens ansvar för de kyrkliga frågorna till Släps församling och för de borgerliga frågorna till Släps landskommun.  Landskommunen uppgick 1952 i Särö landskommun som sedan 1971 uppgick i Kungsbacka kommun.
1 januari 2016 inrättades distriktet Släp, med samma omfattning som församlingen hade 1999/2000.  
Socknen har tillhört fögderier och domsagor enligt Fjäre härad. De indelta båtsmännen tillhörde Norra Hallands första båtsmanskompani.

## Geografi och natur
Släps socken ligger nordväst om Kungsbacka vid kusten av Kattegatt med skärgårdsöarna Särö och Risön. Socknen öppen odlingsbygd i väster och bergspartier, mossar och småsjöar i öster samt skärgårdsnatur vid kusten och på öarna.
Det finns fyra naturreservat i socknen: Sandsjöbacka som delas med Tölö socken, Hördalen som delas med Vallda socken samt Särö västerskog ingår alla i EU-nätverket Natura 2000 medan Kedholmen är ett kommunalt naturreservat.
Sätesgårdar var Särö säteri (brunnet 1927), Maleviks herrgård och Stjärnebergs säteri.

## Fornlämningar
Från stenåldern finns boplatser och från bronsåldern gravrösen. Från järnåldern finns gravar, en skeppssättning och resta stenar.

## Namnet
Namnet (1300 Slep) kommer från den tidigare kyrkbyn. Namnet kan möjligen innehålla lipa, slepa, släpa, 'släpa, dra hänga ned' syftande på en släpväg eller ett bäckflöde som rör sig släpigt för med sig växtdelar, issörja etcetera.

## Befolkningsutveckling
| Befolkningsutvecklingen i Släps socken 1760–1990                                                        | Befolkningsutvecklingen i Släps socken 1760–1990 | Befolkningsutvecklingen i Släps socken 1760–1990 | Befolkningsutvecklingen i Släps socken 1760–1990 | Befolkningsutvecklingen i Släps socken 1760–1990 |
| --- | ------------------------------------------------ | ------------------------------------------------ | ------------------------------------------------ | ------------------------------------------------ |
| |                                                  |                                                  |                                                  |                                                  |
| År |                                                  |                                                  | Folkmängd                                        |                                                  |
| 1760 | 1760                                             |                                                  | 924                                              |                                                  |
| 1769 | 1769                                             |                                                  | 950                                              |                                                  |
| 1780 | 1780                                             |                                                  | 1 093                                            |                                                  |
| 1790 | 1790                                             |                                                  | 1 039                                            |                                                  |
| 1810 | 1810                                             |                                                  | 1 121                                            |                                                  |
| 1820 | 1820                                             |                                                  | 1 274                                            |                                                  |
| 1830 | 1830                                             |                                                  | 1 326                                            |                                                  |
| 1840 | 1840                                             |                                                  | 1 412                                            |                                                  |
| 1850 | 1850                                             |                                                  | 1 527                                            |                                                  |
| 1860 | 1860                                             |                                                  | 1 531                                            |                                                  |
| 1870 | 1870                                             |                                                  | 1 396                                            |                                                  |
| 1880 | 1880                                             |                                                  | 1 496                                            |                                                  |
| 1890 | 1890                                             |                                                  | 1 368                                            |                                                  |
| 1900 | 1900                                             |                                                  | 1 284                                            |                                                  |
| 1910 | 1910                                             |                                                  | 1 380                                            |                                                  |
| 1920 | 1920                                             |                                                  | 1 476                                            |                                                  |
| 1930 | 1930                                             |                                                  | 1 492                                            |                                                  |
| 1940 | 1940                                             |                                                  | 1 569                                            |                                                  |
| 1950 | 1950                                             |                                                  | 1 588                                            |                                                  |
| 1960 | 1960                                             |                                                  | 1 838                                            |                                                  |
| 1970 | 1970                                             |                                                  | 3 784                                            |                                                  |
| 1980 | 1980                                             |                                                  | 5 956                                            |                                                  |
| 1990 | 1990                                             |                                                  | 8 351                                            |                                                  |
| Anm: Källor: Umeå universitet - Tabellverket 1749-1859, Demografiska databasen, CEDAR, Umeå universitet |                                                  |                                                  |                                                  |                                                  |